# Legends of Wrestling II
Legends of Wrestling II es la secuela del videojuego de 2001 The Legends of Wrestling. Fue publicado por Acclaim Entertainment y publicado el 26 de noviembre de 2002 para las plataformas PlayStation 2 y GameCube de Nintendo. Fue puesto en libertad más tarde para la Xbox el 5 de diciembre de 2002. El juego contiene 24 luchadores que no estaban en el primer juego, aunque también excluye a Rob Van Dam, presumiblemente debido a que recientemente había firmado un contrato con la WWF. El juego sí contenía a Eddie Guerrero, sin embargo, que a pesar de que varios desempleados en el momento los cuales no habían firmado contratos con ninguna promoción, volvieron a firmar con la WWF cuando el juego fue lanzado.
Las versiones de PlayStation 2 y Xbox incluyeron entrevistas en video con muchas de las leyendas que aparecieron en el juego, mientras que la versión europea del juego incluyó cuatro leyendas exclusivas del Reino Unido: Kendo Nagasaki, Big Daddy, Mick McManus y Haystacks Giant.

## Recepción
La respuesta de la crítica hacia Legends of Wrestling II es ligeramente mejor que la original, pero aún no es tan espectacular, en Game Rankings, la versión de PlayStation 2 recibió un 59,9%, solo aumento un 0,6% con respecto al juego anterior. La versión de Xbox fue el más alto rating, teniendo un 66,8% (0,8% más que el original), mientras que la versión de GameCube fue la que más mejoró, pasando del 5,9% al 60,6% y la versión de Gameboy Advance fue la peor calificada recibiendo solo un 2 en IGN y un 2,4 en GameSpot.

## Soundtrack
- Superstar por Saliva
- Headstrong por Trapt
- Headstrong por Earshot
- Get Away por Earshot
- We Fall, We Stand por Earshot
- Cosmopolitan Bloodloss por Glassjaw
- A Box Full of Sharp Objects por The Used
- Questions? por Home Town Hero
- Colorblind por Alien Breed